# YouTube Shorts
YouTube Shorts — це розділ веб-сайту для обміну відео YouTube, який містить контент, подібний до основного розділу YouTube, але зосереджений на вертикальних відео максимальною тривалістю 60 секунд. Також допускаються відео з квадратним співвідношенням сторін. Станом на січень 2022 року Shorts набрали понад 5 трильйонів переглядів. 
Починаючи з 15 жовтня 2024 року можна завантажувати відео тривалістю до 3 хвилин.

## Історія
У 2019 році у відповідь на конкуренцію з боку TikTok YouTube почав експериментувати з показом вертикальних відео тривалістю до 30 секунд у власному розділі на головній сторінці. Ця рання бета-версія була випущена лише для невеликої кількості людей. Незабаром після заборони TikTok в Індії у вересні 2020 року бета-версія YouTube Shorts стала доступною в країні. У березні 2021 року бета-версія була випущена в США. Shorts стали доступні в усьому світі 13 липня 2021 року.
У січні 2022 року дослідження показало, що шахраї збирали мільйони переглядів, завантажуючи популярні відео з TikTok та публікуючи їх на YouTube Shorts. Вони закріплювали коментарі з посиланнями на комерційні сайти до своїх опублікованих відео, що генерувало їм прибуток на основі cost per action або за приведення потенційних клієнтів.
У серпні 2022 року YouTube оголосив про плани зробити функцію Shorts доступною в своєму додатку Smart TV.
У грудні 2022 року YouTube опублікував свій щорічний допис у блозі, в якому задокументовано найкращі відео та творців року, а Shorts вперше отримав власний розділ публікації.
З 15 жовтня 2024 року можна публікувати шортси до 3 хвилин.